# Gelis curvicauda
Gelis curvicauda är en stekelart som beskrevs av Horstmann 1993. Gelis curvicauda ingår i släktet Gelis och familjen brokparasitsteklar. Arten är reproducerande i Sverige. Inga underarter finns listade i Catalogue of Life.